# (149884) Radebeul
(149884) Radebeul est un astéroïde de la ceinture principale.

## Description
(149884) Radebeul est un astéroïde de la ceinture principale. Il fut découvert le 9 septembre 2005 à Radebeul par Martin Fiedler. Il présente une orbite caractérisée par un demi-grand axe de 3,05 UA, une excentricité de 0,03 et une inclinaison de 10,9° par rapport à l'écliptique.

## Compléments